# Familien Gyldenkål vinder valget
Familien Gyldenkål vinder valget er en dansk film fra 1977. Det er den sidste film i serien efter Familien Gyldenkål og Familien Gyldenkål sprænger banken.
Filmen er instrueret af Bent Christensen og skrevet af Poul-Henrik Trampe.

## Medvirkende
- Axel Strøbye
- Kirsten Walther
- Birgitte Bruun
- Martin Miehe-Renard
- Karen Lykkehus
- Bertel Lauring
- Rolv Wesenlund
- Karl Stegger
- Birgit Brüel
- Arthur Jensen
- Benny Hansen
- Judy Gringer
- Hardy Rafn
- Olaf Nielsen
- Gunnar Lemvigh
- Otto Brandenburg
- Lene Brøndum
- Jesper Klein
- Michael Lindvad
- Annie Birgit Garde
- Ib Mossin
- Sisse Reingaard
- Lise Schrøder
- Lise-Lotte Norup
- Pia Jondal
- William Kisum
- Pouel Kern

## Eksterne links
- Familien Gyldenkål vinder valget på Internet Movie Database (engelsk)
- Familien Gyldenkål vinder valget på Filmdatabasen
- Familien Gyldenkål vinder valget på danskefilm.dk
- Familien Gyldenkål vinder valget på danskfilmogtv.dk
- Familien Gyldenkål vinder valget i Svensk Filmdatabas (svensk)
- Familien Gyldenkål vinder valget på MovieMeter (nederlandsk)
- Familien Gyldenkål vinder valget på AllMovie (engelsk)
- Familien Gyldenkål vinder valget på Turner Classic Movies (engelsk)
- Familien Gyldenkål vinder valget på The Movie Database (engelsk)
- Familien Gyldenkål vinder valget på Filmaffinity (engelsk)